# Кинтеро Парра, Хосе Умберто
Хосе Умберто Кинтеро Парра (исп. José Humberto Quintero Parra; 22 сентября 1902, Мукучиес, Венесуэла — 8 июля 1984, Каракас, Венесуэла) — первый венесуэльский кардинал. Титулярный епископ Акриды и коадъютор Мериды, с правом наследования с 7 сентября 1953 по 31 августа 1960. Архиепископ Каракаса с 31 августа 1960 по 24 мая 1980. Кардинал-священник с 16 января 1961, с титулом церкви Санти-Андреа-э-Грегорио-Маньо-аль-Челио с 19 января 1961.